# مسبب (فیلم)
مسبب (به هندی: Paandav) فیلمی محصول سال ۱۹۹۵ و به کارگردانی راج ان. سیپی است. در این فیلم بازیگرانی همچون آکشی کومار، ناندینی، موکش خانا، کیران کومار و سودهیر پاندی ایفای نقش کرده‌اند.